# Can Quel Tropes
Can Quel Tropes és una masia de Taradell (Osona) inclosa a l'Inventari del Patrimoni Arquitectònic de Catalunya.

## Descripció
Masia de planta quadrada coberta a dues vessants amb el carener perpendicular a la façana situada a migdia. La vessant dreta més amplia que l'esquerre i el teulat té poc voladís. Consta de planta baixa i primer pis, però la part de llevant dona la sensació de ser més baixa, ja que la casa es troba assentada damunt un talús. La façana presenta dos portals rectangulars a la planta i tres finestres al primer. Per la diferent alçada de situació d'aquestes últimes s'endevina la prolongació posterior de la part de llevant. A ponent dona a la carretera i hi ha diverses obertures i a tramuntana ha hi un cobert de totxo cobert a una vessant i a llevant hi ha dos contraforts i dues finestres. L'estat de conservació és mitjà.

## Història
La masia de Can Quel la trobem registrada en el nomenclàtor de la província de Barcelona de l'any 1860 i no en tenim cap referència anterior, la qual cosa ens fa suposar que fou construïda a finals segle xviii o inicis del segle xix.